# Diego Zanin
Diego Zanin (Motta di Livenza, 10 febbraio 1967) è un allenatore di calcio ed ex calciatore italiano, di ruolo attaccante.

## Carriera

### Giocatore
Originario di San Stino di Livenza, ha disputato 73 gare in Serie B in quattro stagioni (due con la maglia del Padova, due con la Reggina). Nella sua carriera ha vissuto 5 promozioni (con Triestina, Padova, Venezia, Lumezzane, Ternana).
Venezia segnò il gol del primo vantaggio arancioneroverde nello storico successo nello spareggio per andare in Serie B, sul neutro di Cesena col Como.
Ritirato dall'attività professionistica nel 2003, chiude definitivamente la carriera nel 2005 alla Sanvitese con cui realizza 9 reti.

### Allenatore
Esordisce da allenatore l'anno successivo in Serie D alla Sanvitese e conquista i play off.
Dopo una seconda stagione in Friuli, nel 2007 è ingaggiato dal Città di Jesolo in Serie D ed ottiene ancora la posizione di play off. Il campionato successivo è esonerato dopo appena due gare.
Nel 2010 è a guida del Treviso in Serie D con cui vince due campionati consecutivi (Serie D, Seconda Divisione), dopo il fallimento avvenuto in estate 2009.
Il 17 luglio 2012 diventa allenatore dell'Unione Venezia in Seconda Divisione, squadra in cui aveva militato in Serie C1 1990-1991; è esonerato a gennaio (con la squadra a ridosso dei play off) successivo dopo un pari e 2 sconfitte nelle ultime 3 gare, sostituito da Stefano Sottili.
Il 5 agosto 2013 diventa allenatore della primavera della Reggina. Il 7 gennaio 2014 subentra a guida della squadra amaranto in serie B, sostituendo l'esonerato Gianluca Atzori  e la Reggina ultima a 12 punti. Ufficialmente figura da assistente di Franco Gagliardi, in quanto non in possesso del patentino per allenare in Serie B. La Reggina finisce penultima in classifica (12 sconfitte, 6 pari, 3 vittorie) e retrocede in Lega Pro con cinque gare d'anticipo e con il fallimento economico prossimo ad avverarsi.
Il 27 dicembre 2014 diventa allenatore dell'AltoVicentino, formazione della Provincia di Vicenza in Serie D. Conquista il secondo posto in classifica e il miglior piazzamento nei play-off.
Il 29 settembre 2015 diventa allenatore di Prima Categoria "UEFA PRO" dopo la discussione della tesi intitolata "Il pensiero veloce nel calcio".
Nella stagione 2015-2016 lavora come collaboratore tecnico di Giovanni Rossi (Direttore Sportivo del Sassuolo).
Il 16 giugno 2016 diventa ufficialmente allenatore del Monopoli in Lega Pro per la stagione 2016-2017. Il 14 febbraio 2017 viene esonerato dalla società biancoverde pur avendo 29 punti in classifica, per poi essere richiamato il 5 aprile .
Il 20 aprile 2019 subentra a Roberto Vecchiato sulla panchina del Belluno, militante in Serie D, per le ultime due partite della stagione. Dopo la vittoria in trasferta nell'ultima giornata di campionato contro il Trento, porta la squadra al tredicesimo posto in classifica, disputando il play-out contro il Sankt Georgen; la gara termina con il risultato di 1-1 e riesce a salvare la squadra in virtù del miglior piazzamento in classifica. Il 13 gennaio 2020 viene richiamato sulla panchina del Belluno al posto dell'esonerato Stefano De Agostini. Il 27 maggio seguente declina il prolungamento del rapporto con il Belluno, dopo aver condotto la squadra in zona salvezza. Il 22 luglio del 2020 firma con la Feralpisalò, in Serie C, due anni di contratto come secondo di Massimo Pavanel.
Dopo un anno segue Pavanel al Padova, ancora come vice, fino all'esonero avvenuto il 21 febbraio 2022 con una media punti di 2,2.
Il 30 settembre 2022 subentra all'esonerato Lucio Brando sulla panchina della Dolomiti Bellunesi, ultima in classifica nel proprio girone di Serie D; riesce a rivitalizzarla e a portarla alla salvezza.
Nella stagione 2023-2024 è tesserato come collaboratore tecnico alla Cremonese in serie B.

## Statistiche

### Statistiche da allenatore
Statistiche aggiornate all'8 marzo 2022.
| Stagione               | Squadra                | Campionato             | Campionato | Campionato | Campionato | Campionato | Coppe nazionali | Coppe nazionali | Coppe nazionali | Coppe nazionali | Coppe nazionali | Coppe continentali | Coppe continentali | Coppe continentali | Coppe continentali | Coppe continentali | Altre coppe | Altre coppe | Altre coppe | Altre coppe | Altre coppe | Totale | Totale | Totale | Totale | % Vittorie | Piazzamento      |
| Stagione               | Squadra                | Comp                   | G          | V          | N          | P          | Comp            | G               | V               | N               | P               | Comp               | G                  | V                  | N                  | P                  | Comp        | G           | V           | N           | P           | G      | V      | N      | P      | %          | Piazzamento      |
| ---------------------- | ---------------------- | ---------------------- | ---------- | ---------- | ---------- | ---------- | --------------- | --------------- | --------------- | --------------- | --------------- | ------------------ | ------------------ | ------------------ | ------------------ | ------------------ | ----------- | ----------- | ----------- | ----------- | ----------- | ------ | ------ | ------ | ------ | ---------- | ---------------- |
| 2005-2006              | Sanvitese              | D                      | 38+2       | 18+1       | 9          | 11+1       | CI-D            | 4               | 1               | 1               | 2               | -                  | -                  | -                  | -                  | -                  | -           | -           | -           | -           | -           | 44     | 20     | 10     | 14     | 45,45      | 5º               |
| 2006-feb. 2007         | Sanvitese              | D                      | 23         | 7          | 10         | 6          | CI-D            | 2               | 0               | 2               | 0               | -                  | -                  | -                  | -                  | -                  | -           | -           | -           | -           | -           | 25     | 7      | 12     | 6      | 28,00      | Eson.            |
| Totale Sanvitese       | Totale Sanvitese       | Totale Sanvitese       | 63         | 26         | 19         | 18         |                 | 6               | 1               | 3               | 2               |                    | -                  | -                  | -                  | -                  |             | -           | -           | -           | -           | 69     | 27     | 22     | 20     | 39,13      |                  |
| 2007-2008              | Città di Jesolo        | D                      | 34+1       | 14         | 11         | 9+1        | CI-D            | 2               | 1               | 0               | 1               | -                  | -                  | -                  | -                  | -                  | -           | -           | -           | -           | -           | 37     | 15     | 11     | 11     | 40,54      | 5º               |
| lug.-set. 2008         | Città di Jesolo        | D                      | 2          | 0          | 0          | 2          | CI-D            | 3               | 3               | 0               | 0               | -                  | -                  | -                  | -                  | -                  | -           | -           | -           | -           | -           | 5      | 3      | 0      | 2      | 60,00      | Eson.            |
| Totale Città di Jesolo | Totale Città di Jesolo | Totale Città di Jesolo | 37         | 14         | 11         | 12         |                 | 5               | 4               | 0               | 1               |                    | -                  | -                  | -                  | -                  |             | -           | -           | -           | -           | 42     | 18     | 11     | 13     | 42,86      |                  |
| 2010-2011              | Treviso                | D                      | 34+2       | 21         | 10+2       | 3          | CI-D            | 2               | 1               | 0               | 1               | -                  | -                  | -                  | -                  | -                  | -           | -           | -           | -           | -           | 38     | 22     | 12     | 4      | 57,89      | 1º (prom.)       |
| 2011-2012              | Treviso                | 2D                     | 38         | 19         | 12         | 7          | CI-LP           | 6               | 1               | 4               | 1               | -                  | -                  | -                  | -                  | -                  | SdL-2D      | 2           | 1           | 0           | 1           | 46     | 21     | 16     | 9      | 45,65      | 1º (prom.)       |
| Totale Treviso         | Totale Treviso         | Totale Treviso         | 74         | 40         | 24         | 10         |                 | 8               | 2               | 4               | 2               |                    | -                  | -                  | -                  | -                  |             | 2           | 1           | 0           | 1           | 84     | 43     | 28     | 13     | 51,19      |                  |
| 2012-gen. 2013         | Venezia                | 2D                     | 19         | 6          | 7          | 6          | CI-LP           | 2               | 0               | 1               | 1               | -                  | -                  | -                  | -                  | -                  | -           | -           | -           | -           | -           | 21     | 6      | 8      | 7      | 28,57      | Eson.            |
| dic. 2014-2015         | AltoVicentino          | D                      | 18+2       | 10+1       | 4          | 4+1        | CI+CI-D         | -               | -               | -               | -               | -                  | -                  | -                  | -                  | -                  | -           | -           | -           | -           | -           | 20     | 11     | 4      | 5      | 55,00      | Sub., 2º         |
| 2016-2017              | Monopoli               | LP                     | 31         | 9          | 11         | 11         | CI-LP           | 2               | 1               | 0               | 1               | -                  | -                  | -                  | -                  | -                  | -           | -           | -           | -           | -           | 33     | 10     | 11     | 12     | 30,30      | Eson., Sub., 15º |
| apr.-giu. 2019         | Belluno                | D                      | 2+1        | 1          | 1+1        | 0          | CI-D            | -               | -               | -               | -               | -                  | -                  | -                  | -                  | -                  | -           | -           | -           | -           | -           | 3      | 1      | 2      | 0      | 33,33      | Sub., 13º        |
| gen.-giu. 2020         | Belluno                | D                      | 6          | 2          | 1          | 3          | CI-D            | -               | -               | -               | -               | -                  | -                  | -                  | -                  | -                  | -           | -           | -           | -           | -           | 6      | 2      | 1      | 3      | 33,33      | Sub., 14º        |
| Totale Belluno         | Totale Belluno         | Totale Belluno         | 9          | 3          | 3          | 3          |                 | -               | -               | -               | -               |                    | -                  | -                  | -                  | -                  |             | -           | -           | -           | -           | 9      | 3      | 3      | 3      | 33,33      |                  |
| set. 2022-2023         | Dolomiti Bellunesi     | D                      | 30         | 10         | 10         | 10         | CI-D            | 2               | 1               | 1               | 0               | -                  | -                  | -                  | -                  | -                  | -           | -           | -           | -           | -           | 32     | 11     | 11     | 10     | 34,38      | Sub., 12º        |
| Totale carriera        | Totale carriera        | Totale carriera        | 283        | 119        | 89         | 75         |                 | 25              | 9               | 9               | 7               |                    | -                  | -                  | -                  | -                  |             | 2           | 1           | 0           | 1           | 310    | 129    | 98     | 83     | 41,61      |                  |

## Palmarès

### Giocatore
- Serie C2: 1

Ternana: 1996-1997

### Allenatore
- Serie D: 1

Treviso: 2010-2011
- Lega Pro Seconda Divisione: 1

Treviso: 2011-2012